# 孔多爾瓦克塔山
12°20′34″S 75°36′10″W / 12.34278°S 75.60278°W
孔多爾瓦克塔山（Kuntur Waqta），是秘魯的山峰，位於該國中南部利馬大區，由堯約斯省的拉勞斯區負責管轄，屬於秘魯中部山脈的一部分，海拔高度4,800米。